# Metroid Prime: Federation Force
Metroid Prime: Federation Force é um jogo eletrônico de tiro em primeira pessoa em desenvolvido pela Next Level Games e publicado pela Nintendo, que foi lançado em agosto de 2016 na América do Norte e no Japão, e em setembro na Europa e Austrália. É um jogo derivado da série Metroid Prime com os membros da Federação galáctica. O jogo também apresenta um modo multijogador de esporte intitulado Metroid Prime: Blast Ball, opondo duas equipes de três jogadores